# Boomerang (canal de televisió)
Boomerang és un canal de televisió per subscripció d'origen nord-americà que s'especialitza en emetre programació clàssica i contemporània de la biblioteca audiovisual de Time Warner, incloent-hi els  Looney Tunes ' ',' 'Tom i Jerry' 'i' 'Scooby-Doo' ', juntament amb repeticions de sèries en producció de la cadena germà Cartoon Network, en els quals s'inclou a' ' Sonic Boom' 'i' ' The Powerpuff Girls' '. És propietat de  WarnerMedia  i és operat per mitjà de  Turner Broadcasting System . 
Llançat el 1992 a nivell internacional i el 2000 als Estats Units, Boomerang va ser al principi un bloc de programació i una extensió de Cartoon Network. Al final, aquest bloc es va separar i es va convertir en un canal independent amb la seva pròpia identitat gràfica, amb la mateixa marca comercial i similitud cap Cartoon Network. Posseeix un horari de programació fluid i improvisat de blocs de programació i sèries de televisió -ambdues d'índole temporal-, amb una programació ininterrompuda sense talls comercials.
Fins a febrer de 2015, prop de 43.600.000 de llars (37.5% d'aquelles amb, almenys, un equip de televisió) poden sintonitzar el canal.

## Història
El canal va iniciar com un bloc de programació al canal  Cartoon Network, sent una secció distanciada on s'emetien els clàssics de Cartoon Network que ja no s'emetien a causa del ingrés de noves caricatures, principalment les de Hanna-Barbera. Després en el 2000, es va separar de Cartoon Network, convertint-se en un senyal de televisió dedicada a complir el seu objectiu general des que va néixer com un bloc, que era transmetre les antigues caricatures que ja no tenien un espai a la programació de  Cartoon Network al costat del seu germà  TNT. Existeixen versions en Estats Units, Llatinoamèrica, Regne Unit, Alemanya, França, Portugal, Àsia, Austràlia i altres països.
El 4 de febrer de 2014, Turner va anunciar que Boomerang es convertiria en una xarxa semi-anunci-recolzat amb els Upfronts 2014 i veure la distribució internacional addicional, i serà ara un canal dirigit a tota la família, a la fi de 2014, va estrenar la seva nova identitat visual, sent la primera d'elles, Llatinoamèrica, que va estrenar primer el seu nou logo i imatge el 28 de setembre de 2014, seguit per Austràlia.